# Angelo Giori

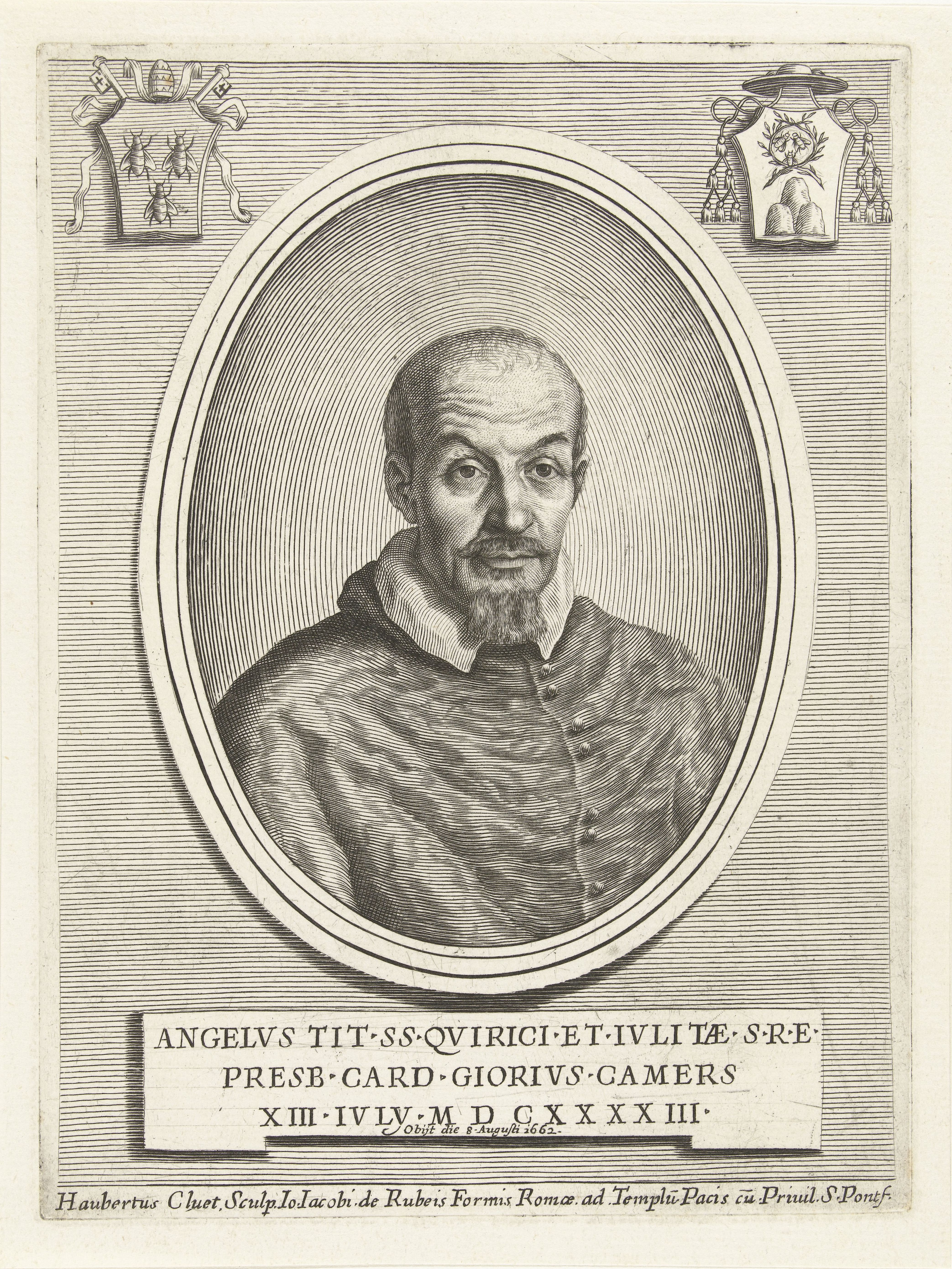
Angelo Giori

Angelo Giori (11 de mayo de 1586-8 de agosto de 1662) fue un cardenal Italiano de la Iglesia católica.

## Biografía
Nació el 11 de mayo de 1586, en Capodacqua. Era hijo de Giovanni Francesco Giori y de su esposa Polidora Polini. Comenzó sus estudios sobre gramácita en el Camerino y los terminó en el Archgymnasium de Roma, donde estudió literatura, retórica, el idioma griego, la lógica, la física y la Lengua latina. Se graduó en el derecho civil y en el derecho penal de la ley canónica.
Entró al servicio del cardenal Maffeo Barberini, luego se convertiría en el papa Urbano VIII, como su secretario. Giori actuó como un "pedante" para los sobrinos del Papa: Taddeo Barberini, Francesco Barberini y Antonio Barberini, mientras aún estaban en edad escolar.
Giori continuó en servicio de la familia Barberini durante el curso del reinado del papa Urbano VIII. Él era fanático de la caza: una actividad también los Barberini emprendieron con entusiasmo. Fue nombrado cardenal el 13 de julio de 1643, y el 31 de agosto ha recibido el título cardenalcilio de Santi Quirico e Giulietta. Ha participado en el cónclave de 1644 tras la muerte de Urbano VIII y la elección de Giovanni Battista Pamphili, quien adoptaría por el nombre Inocencio X.
Falleció el 8 de agosto de 1662. Está enterrado en la Iglesia de Santa María en via en Camerino.